# Zmenšování (film)
Zmenšování (v anglickém originále Downsizing) je americký komediální film z roku 2017. Režie se ujal Alexander Payne a scénáře Payne a Jim Taylor. Ve snímku hrají hlavní role Matt Damon, Christoph Waltz, Hong Chau, Jason Sudeikis a Kristen Wiigová.
Film měl premiéru na Benátském filmovém festivalu 30. srpna 2017 a do kin byl uveden 22. prosince 2017. V České republice měl premiéru 11. ledna 2018.

## Obsazení

### Hlavní role
- Matt Damon jako Paul Safranek
- Christoph Waltz jako Dušan Mirkovič
- Hong Chau jako Ngoc Lan Tran
- Kristen Wiigová jako Audrey Safranek
- Jason Sudeikis jako Dave Johnson
- Meribeth Monroe jako Carol Johnson
- Udo Kier jako Joris Konrad
- Rolf Lassgård jako Dr. Jørgen Asbjørnsen,
- Ingjerd Egeberg jako Anne-Helene Asbjørnsen
- Søren Pilmark jako Dr. Andreas Jacobsen

### Cameo
Několik herců se objevilo v takzvaných cameo rolích. Margo Martindale si zahrála zmenšenou ženu v autobuse. James Van Der Beek si zahrál anestesiologa. Niecy Nash, Donna Lynne Chapmplin, Don Lake pracovníky pro Leisureland. Neil Patrick Harris a Laura Dern Jeffa a Lauru Lonwski. Brigette Lundy-Paine si zahrála Dušanovu přítelkyni. Joaquim de Almeida si zahrál ředitele Dr. Oswalda Pereira. Alec Baldwin a Bruce Willis si také ve filmu zahráli.

## Projekce

### Casting
Reese Witherspoonová byla k projektu připojená od roku 2009, kdy Paul Giamatti a Sacha Baron Cohen měli hrát hlavní role. V listopadu roku 2014 byl oficiálně obsazen Matt Damon. V lednu roku 2015 Witherspoon opustila projekt. Dne 8. ledna 2015 byli obsazeni Alec Baldwin, Neil Patrick Harris a Jason Sudeikis. V březnu se připojili Christoph Waltz a Hong Chau. V březnu bylo oznámeno, že Witherspoon nahradí v hlavní ženské roli Kristen Wiigová. V srpnu 2016 bylo oznámeno připojení herečky Margo Martindale.

### Natáčení
Natáčení bylo zahájeno 1. dubna 2016 v Torontu v Kanadě na Yorkovo univerzitě. Natáčelo se také v Omaze, Los Angeles a ve městě Trollfjorden v Norsku.

## Přijetí

### Recenze
Na recenzní stránce Rotten Tomatoes získal z 53 započtených recenzí 64 procent s průměrným ratingem 6,3 bodů z deseti. Na serveru Metacritic snímek získal ze 17 recenzí 74 bodů ze sta.

## Ocenění a nominace
| Ocenění                                      | Datum ceremoniálu | Kategorie                                      | Nominovaný                                                      | Výsledek  |
| -------------------------------------------- | ----------------- | ---------------------------------------------- | --------------------------------------------------------------- | --------- |
| Art Directors Guild Awards                   | 27. ledna 2018    | Nejlepší výprava – moderní film                | Stefania Cella                                                  | nominace  |
| Benátský filmový festival                    | 9. září 2017      | Zlatý lev                                      | Zmenšování                                                      | nominace  |
| Central Ohio Film Critics Association        | 4. ledna 2018     | Nejlepší ženský herecký výkon ve vedlejší roli | Hong Chau                                                       | nominace  |
| Critics' Choice Awards                       | 11. ledna 2018    | Nejlepší ženský herecký výkon ve vedlejší roli | Hong Chau                                                       | nominace  |
| Florida Film Critics Circle                  | 23. prosince 2017 | Nejlepší ženský herecký výkon ve vedlejší roli | Hong Chau                                                       | nominace  |
| Mezinárodní filmový festival v Santa Barbaře | 31. ledna 2018    | Ocenění Virtuoso                               | Hong Chau                                                       | vítězství |
| National Board of Review                     | 4. ledna 2018     | Nejlepších deset filmů roku 2017               | Zmenšování                                                      | vítězství |
| Satellite Awards                             | 10. února 2018    | Nejlepší výprava                               | Zmenšování                                                      | nominace  |
| Screen Actors Guild Award                    | 21. ledna 2018    | Nejlepší ženský herecký výkon ve vedlejší roli | Hong Chau                                                       | nominace  |
| St. Louis Film Critics Association           | 10. prosince 2017 | Nejlepší ženský herecký výkon ve vedlejší roli | Hong Chau                                                       | nominace  |
| Visual Effects Society Awards                | 13. února 2018    | Nejlepší vizuální efekty – hraný film          | Lindy de Quattro, Susan MacLeod, Stéphane Nazé a James E. Price | nominace  |
| Zlatý glóbus                                 | 7. ledna 2018     | Nejlepší ženský herecký výkon ve vedlejší roli | Hong Chau                                                       | nominace  |